# Cairinini
I Cairinini von Boetticher, 1936 sono una tribù di uccelli della famiglia Anatidae.

## Tassonomia
La tribù comprende i seguenti genere e specie:
- Genere Cairina Fleming, 1822
  - Cairina moschata (Linnaeus, 1758) - anatra muta
- Genere Aix Boie, 1828
  - Aix sponsa (Linnaeus, 1758) - anatra sposa
  - Aix galericulata (Linnaeus, 1758) - anatra mandarina